# Hippeastrum vittatum
A Hippeastrum vittatum é uma espécie de planta bulbosa pertencente à família das amarilidáceas. Distribui-se desde o sul do Brasil  até Argentina (Missões).

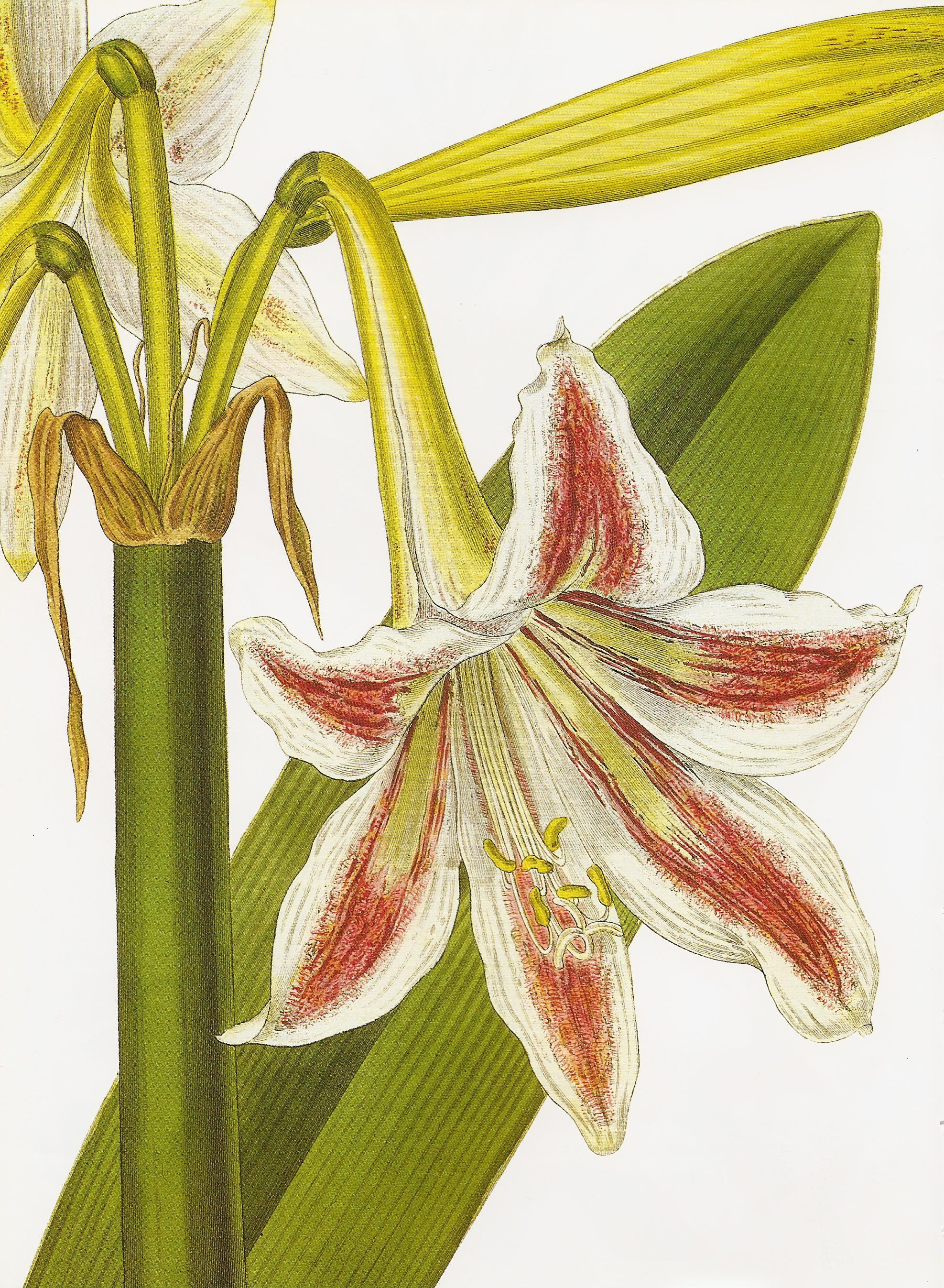
Ilustração de John Lindley em Collectanea botanica (1821)

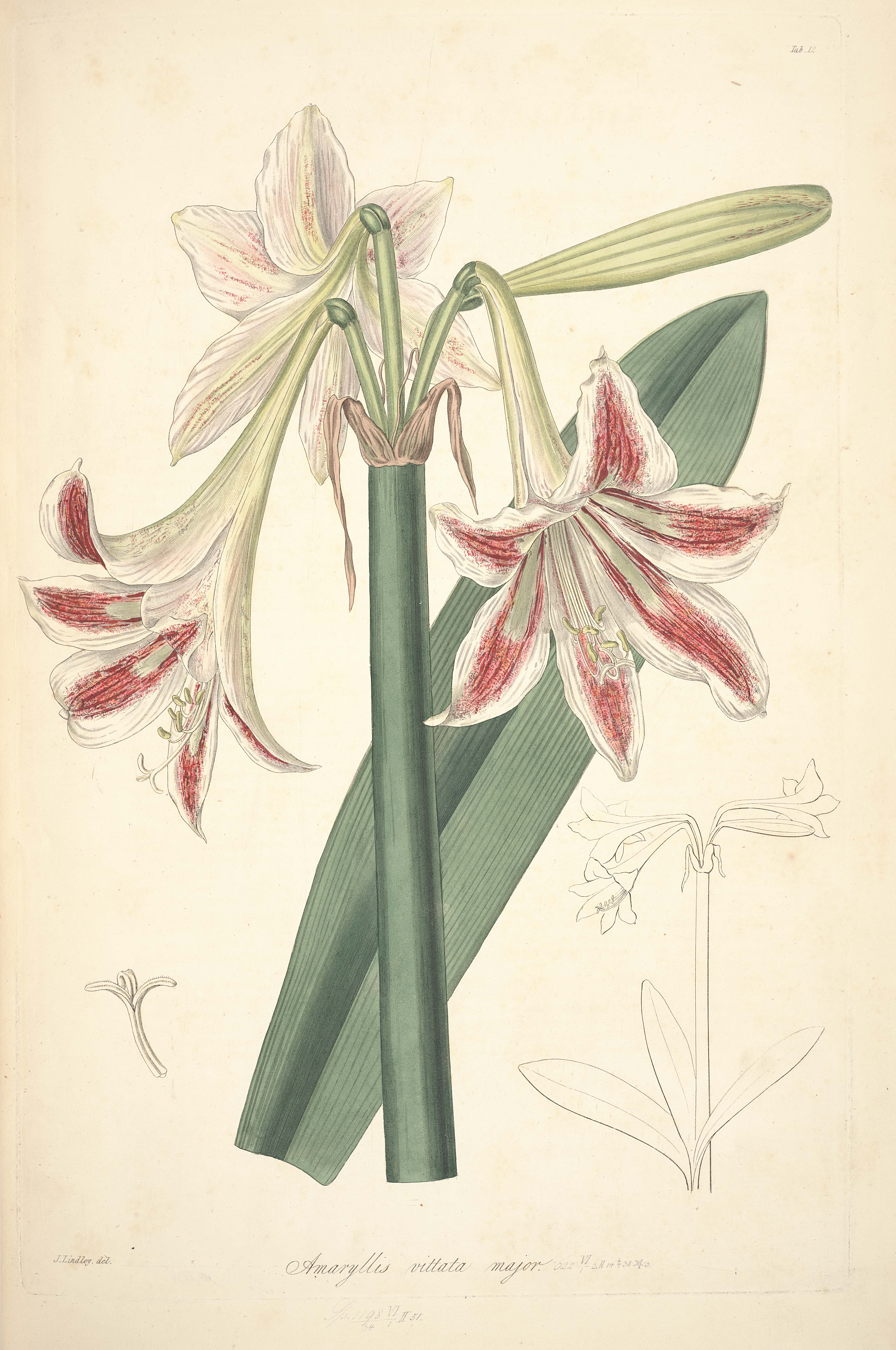
Ilustração

## Descrição
Hippeastrum vittatum, é uma planta bulbosa, originária do Peru

## Taxonomia
Hippeastrum vittatum foi descrita por (L'Hér.) Herb. e publicado em An Appendix 31,no ano 1821.
Sinonímia
- Amaryllis vittata L'Hér., Sert. Angl.: 13. 1789.
- Chonais vittata (L'Hér.) Salisb., Gene. Pl.: 135. 1866, nom. inval.
- Amaryllis lineata Colla, Hortus Ripul.: 3. 1824, nom. illeg.
- Amaryllis superba Bury, Select. Hexandr. Pl.: t. 31. 1833.
- Amaryllis vittata subsp. guarapuavae Ravenna, Pl. Life 27: 66. 1971.
- Amaryllis vittata var. harrisoniae Lindl., Bot. Reg. 12: t. 988. 1826.
- Amaryllis vittata var. major Lindl., Coll. Bot.: t. 12. 1821.
- Amaryllis vittata var. tweediana (Herb.) Traub, Amaryllis Manual: 268. 1958.
- Hippeastrum ambiguum var. tweedianum Herb., Amaryllidaceae: 136. 1837.
- Hippeastrum vittatum var. harrisonianum Herb., Amaryllidaceae: 137. 1837.
- Hippeastrum vittatum var. latifolium Herb., Amaryllidaceae: 137. 1837.[4]